# Lista dos diretores, reitores e presidentes do Instituto de Tecnologia de Karlsruhe
A Lista dos diretores, reitores e presidentes do Instituto de Tecnologia de Karlsruhe apresenta todas as pessoas que executaram funções como diretor, reitor ou presidente no Polytechnikum Karlsruhe (1825-1885), na Universidade Técnica de Karlsruhe (Technische Hochschule Karlsruhe, 1885-1967), na Universidade de Karlsruhe (Universität Karlsruhe, 1967-2009) e no Instituto de Tecnologia de Karlsruhe (Karlsruher Institut für Technologie, KIT, desde 2009)
| Reitor                               | Período                                        | Departamento                                     |
| ------------------------------------ | ---------------------------------------------- | ------------------------------------------------ |
| Gustav Friedrich Wucherer            | 1825 — 1832                                    | Física                                           |
| Friedrich August Walchner            | 1833 — 1836                                    | Geologia e Mineralogia                           |
| Wilhelm Ludwig Volz                  | 1837 — 1840                                    | Engenharia Mecânica                              |
| Karl Bader                           | 1840 — 1845                                    | Engenharia Civil                                 |
| Karl Heinrich Albert Kayser          | 1845 — 1848                                    | Mecânica                                         |
| Johann Ludwig Klauprecht             | 1848 — 1857                                    | Engenharia Florestal                             |
| Ferdinand Redtenbacher               | 1857 — 1863                                    | Engenharia Mecânica                              |
| Moritz Seubert                       | 1863 — 1864                                    | Zoologia e Botânica                              |
| Jakob Hochstetter                    | 1864 — 1866                                    | Engenharia Civil                                 |
| Hermann Sternberg                    | 1866 — 1867                                    | Engenharia                                       |
| Franz Grashof                        | 1867 — 1869                                    | Mecânica Aplicada e Construção de Máquinas       |
| Christian Wiener                     | 1869 — 1870                                    | Geometria Descritiva                             |
| Heinrich Lang                        | 1870 — 1871                                    | Engenharia Civil                                 |
| Wilhelm Schell                       | 1871 — 1872                                    | Mecânica Teórica                                 |
| Franz Grashof                        | 1872 — 1873                                    | Mecânica Aplicada e Construção de Máquinas       |
| Reinhard Baumeister                  | 1873 — 1874                                    | Engenharia                                       |
| Adolph Knop                          | 1874 — 1875                                    | Mineralogia                                      |
| Hermann Sternberg                    | 1875 — 1876                                    | Engenharia                                       |
| Jacob Lüroth                         | 1876 — 1877                                    | Matemática                                       |
| Kark Birnbaum                        | 1877 — 1878                                    | Química                                          |
| Leonhard Sohncke                     | 1878 — 1879                                    | Física                                           |
| Heinrich Lang                        | 1879 — 1880                                    | Engenharia Civil                                 |
| Josef Hart                           | 1880 — 1881                                    | Engenharia Mecânica                              |
| Christian Wiener                     | 1881 — 1882                                    | Geometria Descritiva                             |
| Franz Grashof                        | 1882 — 1883                                    | Mecânica Aplicada e Construção de Máquinas       |
| Carl Engler                          | 1883 — 1884                                    | Química                                          |
| Reinhard Baumeister                  | 1884 — 1885                                    | Engenharia                                       |
| Franz Grashof                        | 1885 — 1886                                    | Mecânica Aplicada e Construção de Máquinas       |
| Leopold Just                         | 1886 — 1887                                    | Botânica                                         |
| Josef Hart                           | 1887 — 1888                                    | Engenharia Mecânica                              |
| Karl Schuberg                        | 1888 — 1889                                    | Engenharia Florestal                             |
| Matthäus Haid                        | 1889 — 1890                                    | Geometria e Geodésia                             |
| Ernst Schröder                       | 1890 — 1891                                    | Matemática                                       |
| Christian Wiener                     | 1891 — 1892                                    | Geometria Descritiva                             |
| Karl Keller                          | 1892 — 1893                                    | Engenharia Mecânica                              |
| Karl Schuberg                        | 1893 — 1894                                    | Engenharia Florestal                             |
| Matthäus Haid                        | 1894 — 1895                                    | Geometria e Geodésia                             |
| Reinhard Baumeister                  | 1895 — 1896                                    | Engenharia                                       |
| Hans Bunte                           | 1896 — 1897                                    | Química                                          |
| Josef Hart                           | 1897 — 1898                                    | Engenharia Mecânica                              |
| Carl Engler                          | 1898 — 1899                                    | Química                                          |
| Ernst Brauer                         | 1899 — 1900                                    | Engenharia Mecânica                              |
| Otto Lehmann                         | 1900 — 1901                                    | Física                                           |
| Matthäus Haid                        | 1901 — 1902                                    | Geometria e Geodésia                             |
| Adolf von Oechelhäuser               | 1902 — 1903                                    | História da Arte                                 |
| Ludwig Klein                         | 1903 — 1904                                    | Botânica                                         |
| Friedrich Schur                      | 1904 — 1905                                    | Geometria                                        |
| Xaver Siefert                        | 1905 — 1906                                    | Engenharia Florestal                             |
| Engelbert Arnold                     | 1906 — 1907                                    | Eletrotécnica                                    |
| Theodor Rehbock                      | 1907 — 1908                                    | Engenharia Civil                                 |
| Adolf Krazer                         | 1908 — 1909                                    | Matemática                                       |
| Adolf von Oechelhäuser               | 1909 — 1910                                    | História da Arte                                 |
| Paul Stäckel                         | 1910 — 1911                                    | Matemática                                       |
| Georg Benoit                         | 1911 — 1912                                    | Técnicas Extrativistas                           |
| Otto Zwiedineck Edler von Südenhorst | 1912 — 1913                                    | Economia                                         |
| Ludwig Klein                         | 1913 — 1914                                    | Botânica                                         |
| Adolf Krazer                         | 1914 — 1915                                    | Matemática                                       |
| Udo Müller                           | 1915 — 1916                                    | Engenharia Florestal                             |
| Theodor Rehbock                      | 1916 — 1917                                    | Engenharia Civil                                 |
| Hans Hausrath                        | 1917 — 1918                                    | Engenharia Florestal                             |
| Richard Graßmann                     | 1918 — 1919                                    | Engenharia Mecânica                              |
| Wilhelm Paulcke                      | 1919 — 1920                                    | Geologia e Mineralogia                           |
| Otto Ammann                          | 1920 — 1921                                    | Rodovias e Ferrovias                             |
| Georg Benoit                         | 1921 — 1922                                    | Técnicas Extrativistas                           |
| Georg Bredig                         | 1922 — 1923                                    | Química                                          |
| Richard Baldus                       | 1923 — 1924                                    | Geometria                                        |
| Karl Caesar                          | 1924 — 1925                                    | Arquitetura                                      |
| Theodor Rehbock                      | 1925 — 1926                                    | Engenharia Civil                                 |
| Emil Probst                          | 1926 — 1927                                    | Estruturas de Concreto                           |
| Hans Kluge                           | 1927 — 1928                                    | Elementos de Máquinas e Construção de Automóveis |
| Karl Wulzinger                       | 1928 — 1929                                    | História das Construções e da Arte               |
| Alfred Stock                         | 1929 — 1930                                    | Química                                          |
| Rudolf Plank                         | 1930 — 1931                                    | Mecânica Teórica                                 |
| Karl Holl                            | 1931 — 1933                                    | História da Literatura Alemã                     |
| Hans Kluge                           | 1933 — 1935                                    | Elementos de Máquinas e Construção de Automóveis |
| Heinrich Wittmann                    | 1935 — 1937                                    | Engenharia Civil                                 |
| Rudolf Weigel                        | 1937 — 1945                                    | Engenharia Elétrica                              |
| Karl Georg Schmidt                   | 1945                                           | Geologia                                         |
| Rudolf Plank                         | 1945 — 1946                                    | Mecânica Teórica                                 |
| Theodor Pöschl                       | 1946 — 1947                                    | Mecânica e Matemática Aplicada                   |
| Hans Jungbluth                       | 1947 — 1948                                    | Tecnologia Mecânica e Ciência dos Materiais      |
| Paul Günther                         | 1948 — 1949                                    | Físico-química                                   |
| Ernst Terres                         | 1949 — 1950                                    | Termodinâmica                                    |
| Hermann Backhaus                     | 1950 — 1952                                    | Engenharia Elétrica                              |
| Otto Haupt                           | 1952 — 1954                                    | Arquitetura                                      |
| Rudolf Scholder                      | 1954 — 1956                                    | Química                                          |
| Guntram Lesch                        | 1956                                           | Engenharia Elétrica                              |
| Kurt Nesselmann                      | 1956 — 1958                                    | Termodinâmica                                    |
| Hans Leussink                        | 1958 — 1961                                    | Engenharia Civil                                 |
| Johannes Weissinger                  | 1961 — 1963                                    | Matemática Aplicada                              |
| Paul Schulz                          | 1963 — 1965                                    | Engenharia Elétrica                              |
| Klaus Lankheit                       | 1965 — 1966                                    | História da Arte                                 |
| Hans Rumpf                           | 1966 — 1968                                    | Tecnologia Mecânica                              |
| Heinz Draheim                        | 1968 — 1983                                    | Geodésia                                         |
| Heinz Kunle                          | 1983 — 1994                                    | Geometria                                        |
| Sigmar Wittig                        | 1994 — 2002                                    | Máquinas Térmicas                                |
| Manfred Schneider                    | 2002                                           | Matemática                                       |
| Horst Hippler Eberhard Umbach        | 2002 — 2012 (até 2009 como reitor) 2009 — 2012 | Físico-química Física                            |
| Eberhard Umbach                      | 2012 — 2013                                    | Física                                           |
| Holger Hanselka                      | a partir de 1 de outubro de 2013               | Engenharia Mecânica                              |

## Literatura
- Klaus-Peter Hoepke (ed.): Geschichte der Fridericiana. Stationen in der Geschichte der Universität Karlsruhe (TH) von der Gründung 1825 bis zum Jahr 2000. Universitätsverlag Karlsruhe, Karlsruhe 2007, ISBN 978-3-86644-138-5. (disponível online)